# Bezirksrabbinat Lehrensteinsfeld
Das Bezirksrabbinat Lehrensteinsfeld entstand 1832 in Württemberg und war eines von 13 Bezirksrabbinaten, die auch als Bezirkssynagogen bezeichnet wurden.

## Geschichte
Durch einen Erlass des Ministeriums des Innern vom 3. August 1832 wurden nach der Zusammenlegung oder Auflösung verschiedener jüdischer Gemeinden die nun insgesamt 41 Gemeinden in 13 Bezirksrabbinate eingeteilt. Lehrensteinsfeld wurde Sitz eines Rabbinatsbezirks, da dort eine Rabbinatsstiftung von 1250 Gulden existierte und somit die Unterbringung eines Rabbiners gesichert war. Das Rabbinat zählte 1011 Seelen in fünf Kirchengemeinden mit weiteren unselbstständigen Filialgemeinden.
Die Bezirksrabbinate waren der ebenfalls 1832 geschaffenen Oberkirchenbehörde unterstellt. Am 1. Juli 1867 wurde der Sitz des Rabbinats nach Heilbronn verlegt.

## Aufgaben
Die Aufgaben umfassten den Vollzug der landesherrlichen Verordnungen, die Verkündigung und den Vollzug der Verordnungen der Oberkirchenbehörde, Beratungen über Schulangelegenheiten, die Verwaltung von Stiftungen und die Verteilung von Almosen. Zur Finanzierung der Bezirksrabbinate wurden Umlagen von den einzelnen jüdischen Gemeinden bezahlt.

## Gemeinden des Rabbinatsbezirks
- Jüdische Gemeinde Affaltrach mit der Filialgemeinde Eschenau
- Jüdische Gemeinde Heilbronn (Neugründung 1864)
- Jüdische Gemeinde Kochendorf mit den Filialgemeinden Gundelsheim, Oedheim und Neckarsulm
- Jüdische Gemeinde Massenbachhausen mit den Filialgemeinden Bonfeld und Massenbach
- Jüdische Gemeinde Sontheim mit den Filialgemeinden Horkheim und Talheim
- Jüdische Gemeinde Lehrensteinsfeld
- Jüdische Gemeinde Öhringen (1869 neu gegründet)

## Bezirksrabbiner
- 1834 bis 1835  Naphtali Frankfurter (* 19. Februar 1810 in Oberdorf (Langenargen); gest. 13. April 1866 in Hamburg), Rabbinatsverweser
- 1835 bis 1844  Seligmann Grünwald (* 23. Juli 1800 in Mühringen; gest. 12. Mai 1856 in Freudental)
- 1844 bis 1858  Maier Hirsch Löwengart (* 5. März 1813 in Rexingen; gest. 10. Mai 1886 in Basel)
- 1858 bis 1861  Marx Kallmann (* 24. Mai 1795 in Kochendorf; gest. 1865 in Lehrensteinsfeld)
- 1862 1234567 Elkan Weimann (* 10. Juni 1818; gest. 25. September 1886 in Buchau)
- 1862 bis 1889  Moses Engelbert (* 18. Juni 1830; gest. 17. Januar 1891 in Heilbronn), 1867 Verlegung nach Heilbronn
- 1889 bis 1892  Berthold Einstein (* 31. Dezember 1862 in Ulm; gest. 4. Juni 1935 in Landau), Rabbinatsverweser
- 1892 bis 1914  Ludwig Kahn (* 17. Juni 1845 in Baisingen; gest. 9. Oktober 1914 in Heilbronn)
- 1914 bis 1935  Max Beermann (* 5. April 1871 in Berlin; gest. 2. August 1935 in Heilbronn)
- 1935 bis 1938  Harry Heimann (* 1. April 1910 in Bromberg), 1938 nach Amerika ausgewandert